# Smilosicyopus
Smilosicyopus is een geslacht van straalvinnige vissen uit de familie van de grondels (Gobiidae).

## Soorten
- Smilosicyopus bitaeniatus (Maugé, Marquet & Laboute, 1992)
- Smilosicyopus chloe (Watson, Keith & Marquet, 2001)
- Smilosicyopus fehlmanni (Parenti & Maciolek, 1993)
- Smilosicyopus leprurus (Sakai & Nakamura, 1979)
- Smilosicyopus mystax (Watson & Allen, 1999)
- Smilosicyopus pentecost (Keith, Lord & Taillebois, 2010)
- Smilosicyopus sasali (Keith & Marquet, 2005)